# Episodi di Another Life (prima stagione)
La prima stagione della serie televisiva Another Life è stata interamente pubblicata su Netflix il 25 luglio 2019.
| nº | Titolo originale              | Titolo italiano          | Pubblicazione  |
| -- | ----------------------------- | ------------------------ | -------------- |
| 1  | Across the Universe           | Attraverso l'universo    | 25 luglio 2019 |
| 2  | Through the Valley of Shadows | La faglia oscura         | 25 luglio 2019 |
| 3  | Nervous Breakdown             | Crisi di nervi           | 25 luglio 2019 |
| 4  | Guilt Trip                    | Sensi di colpa           | 25 luglio 2019 |
| 5  | A Mind of Its Own             | Una mente pensante       | 25 luglio 2019 |
| 6  | I Think We're Alone Now       | Penso che siamo soli ora | 25 luglio 2019 |
| 7  | Living the Dream'             | Vivere il sogno          | 25 luglio 2019 |
| 8  | How the Light Gets Lost       | Come smarrire la luce    | 25 luglio 2019 |
| 9  | Heart and Soul                | Anima e cuore            | 25 luglio 2019 |
| 10 | Hello                         | Ciao                     | 25 luglio 2019 |